# Mackinlaya radiata
Mackinlaya radiata là một loài thực vật có hoa trong họ Hoa tán. Loài này được Philipson mô tả khoa học đầu tiên năm 1951.